# Margo Su
Margarita Su López, coneguda artísticament com a Margo Su (Ciutat de Mèxic, 21 de març de 1930 − Portland, Oregon, Estats Units, 1 de juliol del 1993) fou una actriu, empresària i escriptora d'origen xinès i de nacionalitat mexicana. Germana de la també actriu Su Muy Key.

## Biografia
Com a actriu començà com a corista, després primera ballarina en diversos teatres ("Colonial", "Abreu", "Follies", "Lírico"....). A La Carpa Libertad i a Margo fou la ballarina solista. L'any 1958 el teatre Margo no va poder tirar endavant pel que sembla van ser pressions de les autoritats. Casada amb Félix Cervantes. Va ser la propietària del Teatro Blanquita de Ciudad de México que duu el nom de la filla de Margo i Félix, i el va gestionar entre 1968 i 1981, organitzant recitals de figures com Mercedes Sosa, Enrique Morente, Liza Minnelli, Celia Cruz o Sergio Méndez.
El 1989 tornà al Teatro Blanquita, però de nou renuncià el 1991, degut a problemes semblants als que va tenir amb la Carpa Margo. Formà part del " Ateneo de Angangueo" que reunia diversos intel·lectuals. Fou fundadora de "La Jornada".
A banda del teatre de varietats va actuar a l'obra La mujer del abanico de Yukio Mishima (1960) i Atlántida (de O. Villegas). També va participar en pel·lícules i sèries de televisió.

## Obres
- "Alta frivolidad" (1989) on explica com va obrir la Carpa Margo.
- "Posesión" (1991).

## Filmografia

### Actriu
- "Club de señoritas" (1955)
- "Juventud desenfrenada" (1956)
- "Confidencias matrimoniales" (1958)
- "Las cosas prohibidas" (1958)
- "Las leandras" (1960)
- "Si yo fuera millonario" (1962)
- "División de narcóticos" (1963)
- "He matado a un hombre" (1963)

### Productora i guionista
- "Las noches del Blanquita" (1981)
- "La guerrera vengadora 2" (1990).

- Resta pendent el poder contrastar la informació (que consta en les Fonts) sobre :" Ateneo de Angangueo" i la publicació "La Jornada", a fi de donar-les com a segures.